# 牛かたロース

日本式の牛肉の部位の呼び名

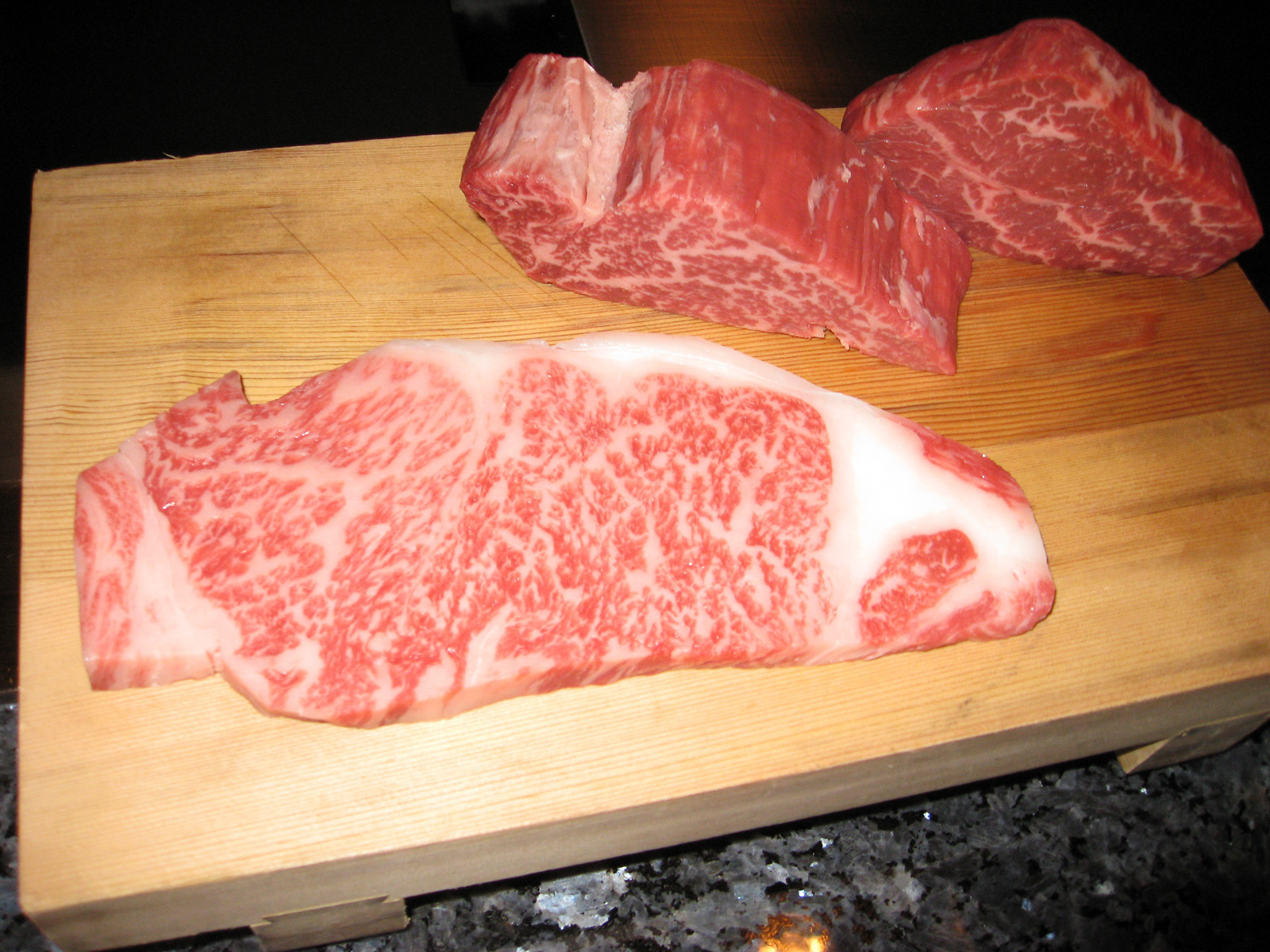
神戸牛の肩ロース

牛かたロース、牛肩ロースは、日本の食肉小売品質基準において定められている牛肉の部位表示の1つ。牛の背中肉のなかで肩甲骨付近にある部位である。
関西ではクラシタ（鞍下）とも呼ばれている。

## 概要
牛肉の部位の中でも、特に大きい部位のひとつであり、赤身と脂肪のバランスがとれている。部位が大きいため、同じ牛かたロースでも、首側（ネック側）か腰側（リブロース側）かで食感はかなり異なる。
単に「ロース」「牛ロース」とも呼ばれる部位で、牛リブロースやサーロインより安価に流通している。
薄切り、厚切り、ブロックなど様々な形態で利用され、焼く、煮る、炒めるなど調理法も様々に利用されている。ステーキ用に牛かたロース肉が販売されていることも多いが、筋が複雑に入り組んでいるためステーキに向いているとは言い難いとする意見もある。ヒレ、サーロイン、リブロースのようにステーキ店で提供される部位よりも安価であり、見栄えがするという理由から、本来ならステーキに向かない牛かたロースをステーキ用として販売されているのではないかと考えられている。なお、薄切りにした場合には筋は気にならなくなるため、薄切りにしてすき焼き、しゃぶしゃぶに用いられた例が日本では多い。

## クラシタ
関西ではクラシタ（鞍下）とも呼ばれているが、これは人が牛や馬に乗るとき鞍を牛や馬に乗せたときに、その鞍の下にある部位であることからの呼び名である。
また、牛かたロースを上下に分け、上部をクラシタ、下部をザブトン（ハネシタ）と呼ぶこともある。

## ザブトン

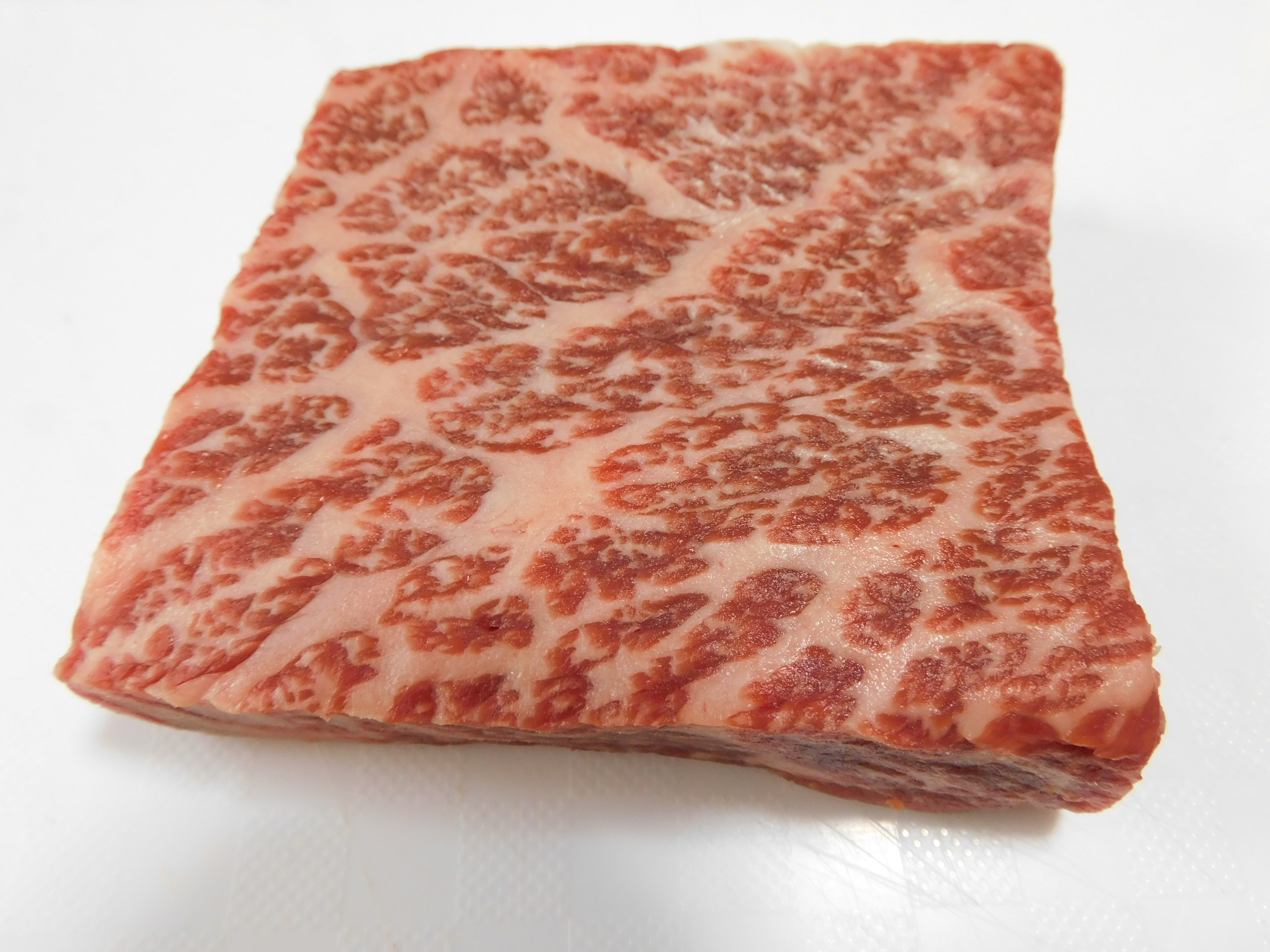
北海道産牛肉のザブトン

牛かたロースの中で、肋骨側に続く部位はザブトンと呼ばれる。四角い形状に切り出すことができるため、座布団からの連想で名付けられた。牛1頭から数キログラムしかとれない部位で、最も霜降りとなっている部位であり、柔らかい。ハネシタとも呼ばれる。
アメリカ合衆国ではチャックアイフラップ（chuck eye flap）と呼ぶ。
日本の焼肉店などでは、「特上ロース」、「特上カルビ」の名称で提供されることもある。

## チャックロール
| アメリカ式牛肉部位のチャックの位置 |  | イギリス、オセアニア式牛肉部位 |
| アメリカ式牛肉部位のチャックの位置 |  | イギリス、オセアニア式牛肉部位 |

チャックロール（英語: chuck roll）は、アメリカ合衆国やオーストラリア、ニュージーランドなどのオセアニアによる牛肉部位の1つで、日本に輸入された場合には、牛かたロースに分類される。アメリカではチャックアイロール（chuck eye roll）とも呼ばれる。
牛の首から肩にかけての肉で、第5肋骨から第6肋骨間で切り離した前から、牛かた、牛ネック、かたばらを除いた部分肉。

### チャックアイログ
アメリカではチャックロールの芯をチャックアイログ（chuck eye log）と呼ぶ。
日本でもかたロース芯（かたロースしん）と呼び、きめ細かい肉質で非常にやわらかい上に、適度な脂肪もあり、幅広い料理に適している。食味が良い割には値段が安い。

## 牛ロース
日本の小売店においては、食肉小売品質基準において、牛かたロース、牛リブロース、サーロイン、牛ヒレの混合肉を「牛ロース」と表示して良いことになっている。